# Jacques de Launay
Jacques de Launay, pseudonimo di Jacques Forment (Roubaix, 28 gennaio 1924), è uno scrittore francese.

## Biografia
Jacques Forment nasce nel 1924 in Francia. Sebbene di nazionalità francese, ha vissuto a lungo in Belgio. È autore di quasi quaranta libri, molti dei quali dedicati alla storia della seconda guerra mondiale. Durante la seconda guerra mondiale ha combattuto nella resistenza e ha fatto da tramite tra il movimento di resistenza OCM (in Francia) e FI (in Belgio).

## Pubblicazioni
- Fascismo rosso : contributo alla difesa dell'Europa, Bruxelles : Montana Publishing, 1954
- Segreti diplomatici 1939-1945, Brepols, 1963[1]
- Storia contemporanea della democrazia segreta, Éditions Rencontre, 1965
- The Vichy File, coll. " Archivi », Julliard, 1967
- Le grandi controversie del tempo presente, Marabout, 1967
- De Gaulle e la sua Francia, Editions Arts et Voyages, 1968
- Gli ultimi giorni del nazismo, Dargaud, 1969
- I misteriosi morti della storia contemporanea, Dargaud, 1970
- Il Belgio in epoca tedesca, Éditions Paul Legrain, 1970
- Le grandi spie del nostro tempo, Hachette, 1971
- La France de Pétain, Hachette, 1972
- Psicologia e sessualità di grandi contemporanei, Éditions Paul Legrain, 1973
- Hitler in Belgio, Strombeek-Bever, Byblos, 1975
- Storie segrete del Belgio 1935-1945, Alain Moreau, 1975
- Gli ultimi giorni del fascismo in Europa, Éditions Albatros, 1977
- Eva Hitler nata Braun (con Jean-Michel Charlier), The Round Table, 1978
- Vita quotidiana dei belgi sotto l'occupazione (con Jacques Offergeld), Éditions Paul Legrain, 1982
- The Great Debacle 1944-1945, Albin Michel, 1985
- Affari segreti del Terzo Reich ' (con Paul de Saint-Hilaire), RTL Édition, 1986
- Claretta e Mussolini : amore, fascismo e tragedie, Parigi : Arte e storia dell'Europa, 1986
- La crociata europea per l'indipendenza degli Stati Uniti : 1776-1783, Albin Michel, 1988
- Polizia segreta : segreti della polizia, edizioni Trident, 1989
- Storia segreta del petrolio 1859-1984 (con Jean-Michel Charlier), Presses de la Cité, 1998

## Filmografia
- 1967 : Le Temps des doryphores (regista : Dominique Rémy)